# Fuentes Calientes
Fuentes Calientes è un comune spagnolo di 101 abitanti situato nella comunità autonoma dell'Aragona.

## Geografia
Situato nella comarca della Comunidad de Teruel, si trova a 46 chilometri dal capoluogo provinciale. Il territorio comunale è attraversato dalla strada nazionale N-420, tra i pK 623 e 625, dalla strada regionale A-1510, che collega con Rillo e Perales del Alfambra, e da una strada locale che permette la comunicazione con Visiedo. Il rilievo è definito da un altopiano del Sistema Iberico, tra la Sierra de la Costera e il Llano di Visiedo. L'altitudine varia dai 1420 metri nella Sierra de la Costera, a nord-est, ai 1160 metri sulle rive di un torrente, a sud-ovest. Il villaggio si erge a 1209 metri sul livello del mare.